# Mobile Suit Victory Gundam
Mobile Suit Victory Gundam (機動戦士Vガンダム Kidō Senshi Vikutorī Gandamu?, Mobile Suit V Gundam), es una serie animada japonesa de 1993 perteneciente a Gundam, la longeva franquicia Mecha de los estudios Sunrise. La serie contó con 51 episodios y fue transmitida por la cadena TV Asahi y sus estaciones afiliadas desde el 2 de abril de 1993 hasta el 25 de marzo de 1994. Fue dirigida por Yoshiyuki Tomino, el creador de la franquicia Gundam y el director de varias producciones previas dentro de la franquicia. Victory es (hasta el momento) la última serie de televisión de Gundam en estar ambientada en la era Universal Century.

## Argumento
Mobile Suit Victory Gundam se ubica cronológicamente en el año 153 U.C. (Universal Century). En Side 2, ha estallado un nuevo movimiento por la independencia de las Colonias, autodenominado como el Imperio de Zanscare. Este goza de un impresionante poder frente a una frágil Federación Terrestre, agotada por los conflictos luchados en décadas anteriores. Zanscare ha comenzado la invasión de la Tierra a gran escala mientras prepara la conquista del resto de las Colonias. No obstante, surge un movimiento de resistencia terrícola, la Liga Militar, decidida a resistir lo más posible para así darle tiempo a la Federación de reorganizarse y contraatacar.
Un joven de 13 años, Uso Ewin, es arrastrado a la guerra al ocurrir una batalla cerca de su hogar en lo que alguna vez fue Europa oriental. Convertido así en el último y más experimentado de una larga estirpe de pilotos, Uso Ewin se verá en la cabina del Victory Gundam luchando contra Zanscare, mientras intenta averiguar el paradero de sus padres, quienes lo abandonaron al irse al espacio.

## Producción

### Desarrollo
Victory Gundam fue la cuarta, y también, la primera de varias series Gundam que fueron trasmitidas por TV Asahi y sus filiales desde 1993 hasta 1996. 
La serie fue creada para atraer al público preadolecente japonés que se encontraba imbuido con SD Gundam en ese momento. Para llamar la atención de esta demografía, el equipo de producción realizó varios cambios: introdujeron al protagonista más joven de toda la franquicia (El treceañero Uso Ewin) y le dieron a la serie una ambientación diferente a la vista en series previas en franquicia: La historia, en vez de comenzar en el espacio, inició ambientada al este de Europa, moviéndose al espacio 15 episodios después. El objetivo de Tomino con este cambio era disipar la relación entre Gundam y el espacio exterior. Sin embargo, la temática adulta del programa y la alta tasa de mortalidad de su elenco, supusieron que el programa estaba en realidad dirigido a un público de más edad: los adultos jóvenes que ya habían visto a Mobile Suit Zeta Gundam y Mobile Suit Gundam ZZ una década antes.
No obstante, el programa fue capaz de duplicar las ventas de los Modelos Gundam que estaban quedando por debajo de los modelos SD Gundam. Como la franquicia SD Gundam estaba en declive, las ventas de Modelos Gundam de Bandai lograron aumentar gracias al programa, pero no pudieron alcanzar su objetivo de 10 millones de unidades vendidas. Desgraciadamente el programa no logró atraer el público para el que fue creado. Este hecho provocó que Sunrise cancelara la producción de la que iba a ser su próxima serie Gundam, que ya se encontraba en desarrollo bajo el título provisional de Polca Gundam (ポルカガンダム?).  En su lugar, Sunrise decidió crear a Mobile Fighter G Gundam con el objetivo de incrementar la venta de los juguetes.
La compra de Sunrise por parte de Bandai estaba en su fase inicial durante el desarrollo de Victory Gundam. El objetivo de Bandai era aumentar la decreciente popularidad de la franquicia, la cual, era una de sus principales fuentes de ingreso.  Años después, Tomino se lamentó mucho porque comenzó la producción de Victory Gundam sin haber advertido estas negociaciones. Este hecho hizo que las relaciones entre el director y Sunrise se mantuvieran deterioradas por mucho tiempo.

### Banda sonora
Temas de Apertura:
- "Standup to the Victory" por Tomohisa Kawasoe (episodios del 1 al 31)
- "Don't Stop! Carry On!" por RD (episodios del 32 al 51)

Temas de Clausura:
- "Winners Forever" por Infix (episodios del 1 al 31)
- "Mouichido Tenderness" por KIX.S (episodios del 32 al 51)

Orquestación:
Akira Senju

### Distribución
El 23 de enero de 2004 la serie fue lanzada al mercado japonés en formato DVD. Esta edición limitada en DVD contenía una entrevista con Tomino, titulada, "This DVD should not be bought as it is not intended to be seen!!" (「このDVDは、見られたものではないので買ってはいけません!!」 Este DVD no debe ser comprado, ya que no está destinado a ser visto?). Curiosamente, Tomino hizo un comentario similar en una entrevista contenida en un DVD de Mobile Suit Zeta Gundam.
Años después de su transmisión original, V Gundam volvió a transmitirse a través de la red satelital, Animax primero en Japón y luego a nivel mundial a través de sus redes de Hong Kong, Asia sur, Asia este y otras regiones.